# Xerox PARC

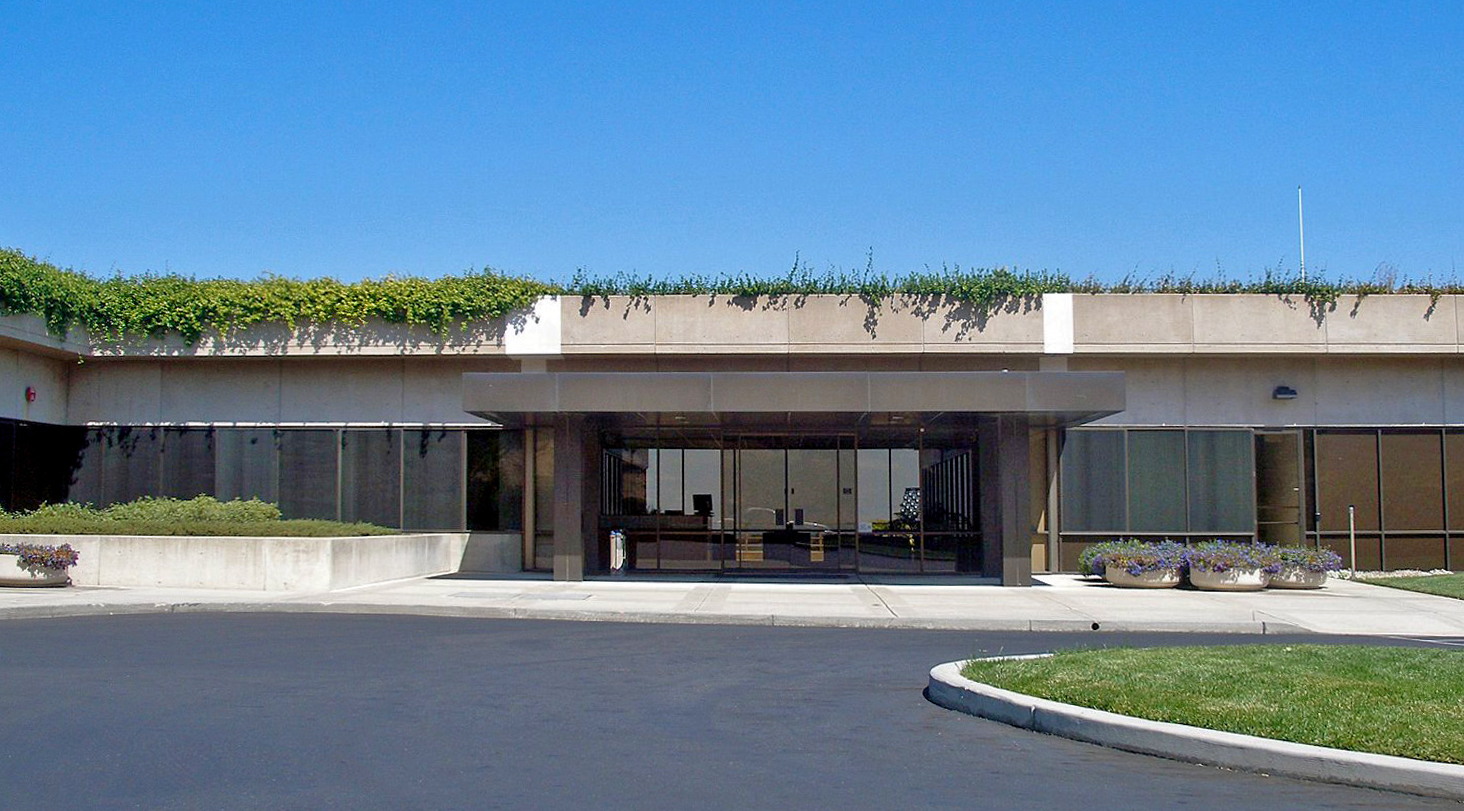
Cổng vào PARC

Logo cũ Xerox PARC

PARC (Trung tâm nghiên cứu Palo Alto, trước đây là Xerox PARC) là một công ty nghiên cứu và phát triển tại Palo Alto, California, nổi tiếng với những đóng góp cho công nghệ thông tin và hệ thống phần cứng.
Được thành lập bởi Jacob E. "Jack" Goldman, nhà khoa học trưởng của Xerox Corporation, vào năm 1970, Xerox PARC Xerox PARC đã chịu trách nhiệm lớn cho các phát triển như in laser, Ethernet, máy tính cá nhân hiện đại, Giao diện người dùng đồ họa (GUI) và mô hình máy tính để bàn, lập trình hướng đối tượng, tính toán phổ biến, giấy điện tử, silicon vô định hình (a-Si) các ứng dụng và nâng cao tích hợp quy mô rất lớn (VLSI) cho bán dẫn.
Xerox thành lập Trung tâm nghiên cứu Palo Alto Được thành lập như một công ty con thuộc sở hữu hoàn toàn vào năm 2002.